# Айше Сейтмуратова
Айше Сейтмуратова (на кримскотатарски: Ayşe Seitmuratova) е кримскотатарска съветска журналистка дисидентка, историчка и ветеран от Движението за човешки права за кримските татари – единствената жена, участвала в кримскотатарското национално движение, която е била два пъти арестувана и осъждана от съветските власти. През 1978 г. тя емигрира в САЩ, където е поканена да работи с радио „Радио Свободна Европа“, Би Би Си, „Дойче веле“ и „Гласът на Америка“. След завръщането си в Крим той се занимава с благотворителност и съдействие на кримските татари при установяването на полуострова.

## Биография
Айше Сейтмуратова е родена на 11 февруари 1937 г. в бившето село Аджи-Ели, Кримска автономна република, РСФСР, СССР. На 1 октомври 1941 г. баща ѝ Сейтмурат е мобилизиран на фронта, където загива. На 18 май 1944 г. седемгодишната Айше е депортирана от Крим с майка си, и петте си братя и сестри.
В началото на юни 1944 г. семейството пристигна в станцията Зирабулак, Хатирчински район на Самаркандска област на Узбекската ССР, където са настанени във временни навеси. Майка ѝ и по-големите братя работят в мината за волфрам, а тя се грижи за по-малките си братя и сестри.
През 1946 г. тя започва да учи в училище. Няколко години по-късно, поради развитието на хипертония при майка им, те се преместват по-близо до Самарканд. През 1957 г. Сейтмуратова постъпва в Историческия факултет на Самаркандския университет, който завършва с отличие през 1963 г.
След дипломирането си работи като учител и като асистент в историческия факултет на университета. Успешно издържа следдипломните изпити в Института по история на Академията на науките на СССР, но не беше записана там или в Института по история на Академията на науките на Узбекистан в Ташкент. Тя се завръща в Самарканд, където работи като учител по история във вечерно училище и на непълно работно време в университета.
През 1964 г. тя се включва към националното движение на кримските татари и се присъединява към инициативната група на Самаркандския регион. През лятото на 1965 г. на среща на група представители на кримските татари с ръководителя на приемната в Централния комитет на КПСС Строганов, на въпрос кой конкретно е виновен за отношението към кримските татари, тя посочва самото съветско правителство.
На 14 октомври 1966 г. Айша е арестувана и изпратена в Москва, където е държана в затвора в Лефортово. През май 1967 г. се провежда таен и закрит процес за разглеждане на делото по чл. 74 от Наказателния кодекс на РСФСР „За разпалване на расова и етническа омраза“, на който тя е осъдена три години условно. Въпреки това тя продължава да взема активно участие в събирането и възпроизвеждането на материали на кримскотатарския самиздат, съставя текстове на протести и призиви до най-висшите държавни органи на СССР, пише и разпространява материали за кримскотатарското национално движение чрез съветските правозащитни организации.
През 1967 г. постъпва в аспирантура на Института по история на Академията на науките на СССР. През юни 1971 г., няколко месеца преди защитата на дисертацията, тя отново е арестувана и осъдена по член 191 от Наказателния кодекс на СССР и член 190 от Наказателния кодекс на РСФСР на 3 години затвор. Излежава присъдата си в мордовските лагери Барашево и Явас. Освободена е през 1974 г. без право на преподавателска и научна работа. Тя продължава да участва в националното движение и често ходи до Крим, където събира информация за преследването на кримскотатарски семейства, които се опитват да се регистрират в Крим. Информацията предава на „Хроника на текущите събития в Москва“ – бюлетин за правата на човека, в който се регистрират нарушения на правата на човека в Съветския съюз.
През 1978 г., когато научава, че съветските власти могат да я изпратят в психиатрична болница заради активната ѝ дейност, пише протестно писмо до властта, в резултат, на което ѝ е позволено да емигрира. През ноември 1978 г. тя първо емигрира във Виена, а през януари 1979 г. пристига в Ню Йорк. Там учи английски и започва да работи като кореспондент на свободна практика за „Гласът на Америка“ и да води програми на руски, узбекски и азербайджански, включително по националния въпрос за кримските татари. Нейните програми се излъчват по Би Би Си, „Радио Свободна Европа“ и „Дойче веле“.
Тя участва много международни конференции по правата на човека във Вашингтон, Отава, Монреал, Лондон, Стокхолм, Осло, Анкара, Истанбул и Рим. През ноември 1986 г. тя е поканена във Виена за конференция на представители на държавите членки на Конференцията за сигурност и сътрудничество в Европа. Тя подготвя брошура на английски език, посветена на защитата на Мустафа Джемилев, който по това време е затворен в Магадан. Среща се и с редица лидери на западни държави за подкрепа. Дейността ѝ помага за освобождаването на политически затворници в СССР участници в националното движение на кримските татари.
В началото на 90-те години се завърна в Крим. През 1992 – 1993 г. тя разпределя помощи за жени и деца и детско облекло, оборудване за медицински център. През 1997 г. тя публикува брошура, озаглавена „Национално движение на кримските татари“. Основава благотворителната фондация „Дом на добротата“, която се грижи за самотни възрастни хора, хора с увреждания, и големи семейства. Построява самостоятелно пансион за самотни възрастни хора, открита през 2001 г. На 22 февруари 2007 г. в Симферопол тогавашният президентът на Украйна Виктор Юшченко лично връчва на Айша Сейтмуратова орден за храброст I степен за значителен принос в социално-икономическото, културното развитие на Автономна република Крим, значителни трудови постижения и по повод Деня на автономната република Крим.
През 2014 г. тя осъжда анексията на Крим. В следващите години е преследвана от руските държавни и миграционни служби, като е обвинена в нарушаване на руското законодателство, и ѝ е затрудняван достъпа до Крим.
Айше Сейтмуратова живее в Симферопол.